# Saison 2000 de l'équipe cycliste Memory Card-Jack & Jones
La saison 2000 de l'équipe cycliste Memory Card-Jack & Jones est la troisième de cette équipe. Torben Kølbæk est le manager général. Alex Pedersen, Bjarne Riis, Remi De Moor, Per Pedersen, Jesper Tikiøb et Johnny Weltz sont directeur sportifs. Les vélos sont de marque Vitus.

## Effectif
Dix-neuf coureurs dont un stagiaire constituent l'effectif de l'équipe,.
| Effectif 2000                                 | Effectif 2000     | Effectif 2000       | Effectif 2000                         |
| Cycliste                                      | Date de naissance | Pays                | Équipe précédente                     |
| --------------------------------------------- | ----------------- | ------------------- | ------------------------------------- |
| Christian Andersen                            | 18 juin 1967      | Royaume du Danemark | Aki-Gipiemme (1995)                   |
| Michael Blaudzun                              | 30 avril 1973     | Danemark            | Deutsche Telekom (1998)               |
| Frank Corvers                                 | 12 novembre 1969  | Belgique            | Spar-RDM (1999)                       |
| Matthew Gilmore                               | 11 septembre 1972 | Belgique            | Spar-RDM (1999)                       |
| Bo Hamburger                                  | 24 mai 1970       | Danemark            | Cantina Tollo-Alexia Alluminio (1999) |
| Tristan Hoffman                               | 1 janvier 1970    | Pays-Bas            | TVM-Farm Frites (1999)                |
| Allan Johansen                                | 14 juillet 1971   | Danemark            |                                       |
| René Jørgensen                                | 26 juillet 1975   | Danemark            |                                       |
| Mikael Kyneb                                  | 5 mars 1972       | Danemark            | PSV Köln (1997)                       |
| Nicolaj Bo Larsen                             | 10 novembre 1971  | Danemark            | TVM-Farm Frites (1998)                |
| Jacob Moe Rasmussen                           | 19 janvier 1975   | Danemark            | Team Acceptcard (1999)                |
| Michael Steen Nielsen                         | 15 février 1975   | Royaume du Danemark |                                       |
| Bjarke Nielsen                                | 10 février 1976   | Danemark            | Chicky World (1999)                   |
| Jakob Piil                                    | 9 mars 1973       | Danemark            | Team Acceptcard (1999)                |
| Arvis Piziks                                  | 12 septembre 1969 | Lettonie            | Rabobank (1997)                       |
| Martin Rittsel                                | 28 mars 1971      | Suède               | Cantina Tollo-Alexia Alluminio (1998) |
| Michael Sandstød                              | 23 juin 1968      | Danemark            |                                       |
| Jesper Skibby                                 | 21 mars 1964      | Danemark            | TVM-Farm Frites (1997)                |
| Frédéric Ruberti (1 sept.–31 déc., stagiaire) | 30 août 1974      | France              |                                       |
|                                               |                   |                     |                                       |
| Sources : ProCyclingStats Cycling Archives    |                   |                     |                                       |